# Cleptocaccobius dorbignyi
Cleptocaccobius dorbignyi är en skalbaggsart som beskrevs av Yves Cambefort 1984. Cleptocaccobius dorbignyi ingår i släktet Cleptocaccobius och familjen bladhorningar. Inga underarter finns listade i Catalogue of Life.